# إميل عشراوي
إميل عشراوي (1951-) هو مصور وموسيقي فلسطيني من مواليد مدينة البلدة القديمة في مدينة القدس. عمل مدرساً للموسيقى ومصوراً في جامعة بيرزيت. متطوع حالياً في بلدية رام الله، ومساهم في منتدى الخبرات.
يشار إلى أنه متزوج من حنان عشراوي منذ عام 1975.

## حياته المهنية
عاش إميل سمعان عشراوي بالقدس الشرقية ودرس في مدرسة لوثرية، كان يذهب إلى كنيسة المدرسة قبل البدء بالحصص الدراسية ليرتل الترانيم مع مدير المدرسة الذي كان يعزف على الأرغن. أرسله والده لتعلم العزف على البيانو عند معلمة أرمنية تسكن بدير الآرمن، لكنها تزوجت بعد سنتين ونصف وسافرت، ثم أرسلوه لتعلم البيانو عند راهبات الإفرية، وكان المكان معتم ومخيف، وكان إميل يسمع ثياب الراهبات وهن يمشين في العتمة  لذلك هرب من الدرس. فسمحت له إدارة مدرسة المطران أن يتدرب على البيانو في قاعة المدرسة.
في عام 1965 تأثر بعرض لفرقة فلينستونز في سينما الحمرا في القدس، فقرر هو وإخوته سمير وإبراهيم إنشاء فرقة موسيقية «فرقة البراعم» (إميل وسمير عازفي جيتار، وإبراهيم مغني الفرقة)، فأصبحوا يعزفوا في حفلات رأس السنة، وأعياد الميلاد، والمطاعم، وفي مطعم تحت الأرض خلف سينما القدس حيث كان الناس يأتون ليتناولوا وجبات العشاء والرقص على أنغام الموسيقى الغربية. ثم قام بتلحين أبيات من قصيدة "جئت من الطريق" وهي أول قصيدة من كلمات زميله في جامعة بير زيت جبريل الشيخ والذي حاز على جائزة سوق عكاظ كأفضل شعر في الجامعة، وكانت فرقة البراعم أول من غنى لمحمود درويش عام 1974.
وفي 1971 ساهم في تأسيس أول فرقة مسرح بعد النكبة «فرقة بلالين المسرحية» مع فرانسوا أبو سالم، عادل الترتير، سامح عبوشي، وناديا ميخائيل، ومجموعة من المثقفين أمثال محمد البطراوي ومحمود شقير.